# Клисура Камешине
Клисура Камешине се пружа правцем исток—запад у дужини од 3,5km, са просечним падом од 40,8‰ и максималном дубином од 320 метара, чији се улаз наслања на насењено место Мокра Гора, у саставу ПП Шарган-Мокра Гора.
Клисура се морфолошки на западу везује за мокрогорску котлину. Литолошки је изграђена од магматске стене харцбургита. Има већи број укљештених и један просечан меандер. Већи део страна клисуре је под пашњацима и утринама. Атрактивна траса пруге Шарганска осмица позиционирана је већим делом на десној долинској страни клисуре, на којој има осам тунела и два моста. Целом дужином клисуре пружа се колски пут који води до катуна испод гребена Ђога.